# 光明寺公園球技場
光明寺公園球技場（こうみょうじこうえんきゅうぎじょう）は、愛知県一宮市にある一宮市立の球技場。

## 概要
指定管理者制度に基づき、コナミスポーツクラブ・近鉄ビルサービスグループが運営管理している。
一宮市光明寺公園球技場（いちのみやしこうみょうじこうえんきゅうぎじょう）ともいう（2005年（平成17年）からこの名称が正式名称であるが、一般には光明寺公園球技場と呼ばれている）。

## 歴史
1993年（平成5年）10月9日完成。1994年（平成6年）開催の国民体育大会（わかしゃち国体）のラグビー会場として使用された。
メイングラウンドとサブグラウンドがあり、周辺施設を含めた敷地面積は106,700m2。
現在はサッカー、ラグビー、フットボール、ホッケー、アメリカンフットボール等に使用されている。又、かってはJリーグのJサテライトリーグの試合も行なわれた。
2010年（平成22年）度は、FC岐阜が本拠とする岐阜メモリアルセンター長良川競技場の改修工事に伴い、本拠地扱いとして同球技場が使用される予定となっていた が、2月3日発表の全日程、並びに8月3日・10月1日の2回に分けて発表の後期追加日程では同球技場での開催予定はなく、 結局1試合も開催されなかった。
2023年（令和5年）4月15日に行われたJAPAN RUGBY LEAGUE ONE順位決定戦豊田自動織機シャトルズ愛知対三重ホンダヒートでラグビー・リーグワンの試合初開催。

## 施設の概要
- メイングラウンド（170m×99m）
  - フィールド：163m×92m、総天然芝
  - メインスタンド：鉄筋コンクリート造3階建、スタンド屋根付、4,030人収容可能。
  - バックスタンド：盛土式、3,150人収容可能。
  - スコアボード：磁気反転式
- サブグラウンド（170m×99m）
  - フィールド：163m×92m、総天然芝
  - バックスタンド：盛土式

## 施設の利用方法
- 利用可能時間：9：00～17：00
- 休業日：毎週月曜日（月曜日が祝日の場合翌日が休業日）、年末年始。
- 料金：公式ホームページを参照。
- メイングラウンド、サブグラウンドの使用は、使用日の1ヶ月前より予約可。

## 光明寺公園
光明寺公園球技場の周辺は、光明寺公園として整備されている。芝生広場を中心に、遊具、サイクリングロード等がある。
国営木曽三川公園の138タワーパークに隣接しているが、光明寺公園は一宮市の公園であり、木曽三川公園では無い。尚、サイクリングロードで大野極楽寺公園、138タワーパーク、光明寺公園は結ばれている。
御囲堤に隣接しており、桜の名所である。
2006年（平成18年）限りで終了した一宮市民花火大会のメイン会場であった。

## アクセス
- 名鉄名古屋本線 木曽川堤駅下車、徒歩で約20分。
- 名鉄バス名鉄一宮駅バスターミナル（名鉄一宮駅・尾張一宮駅）より山郷西行きで「山郷西」バス停下車、徒歩で約10分。
- 名鉄バス名鉄一宮駅バスターミナル（名鉄一宮駅・尾張一宮駅）より一宮市総合体育館行きで「総合体育館」バス停下車、徒歩で約10分。
- i-バス（北方町・木曽川町ルート）、「更屋敷」バス停下車、徒歩で約5分。
- 東海北陸自動車道 一宮木曽川インターチェンジより約5分。
- 名古屋高速16号一宮線 一宮東出入口より約15分。

## 施設画像

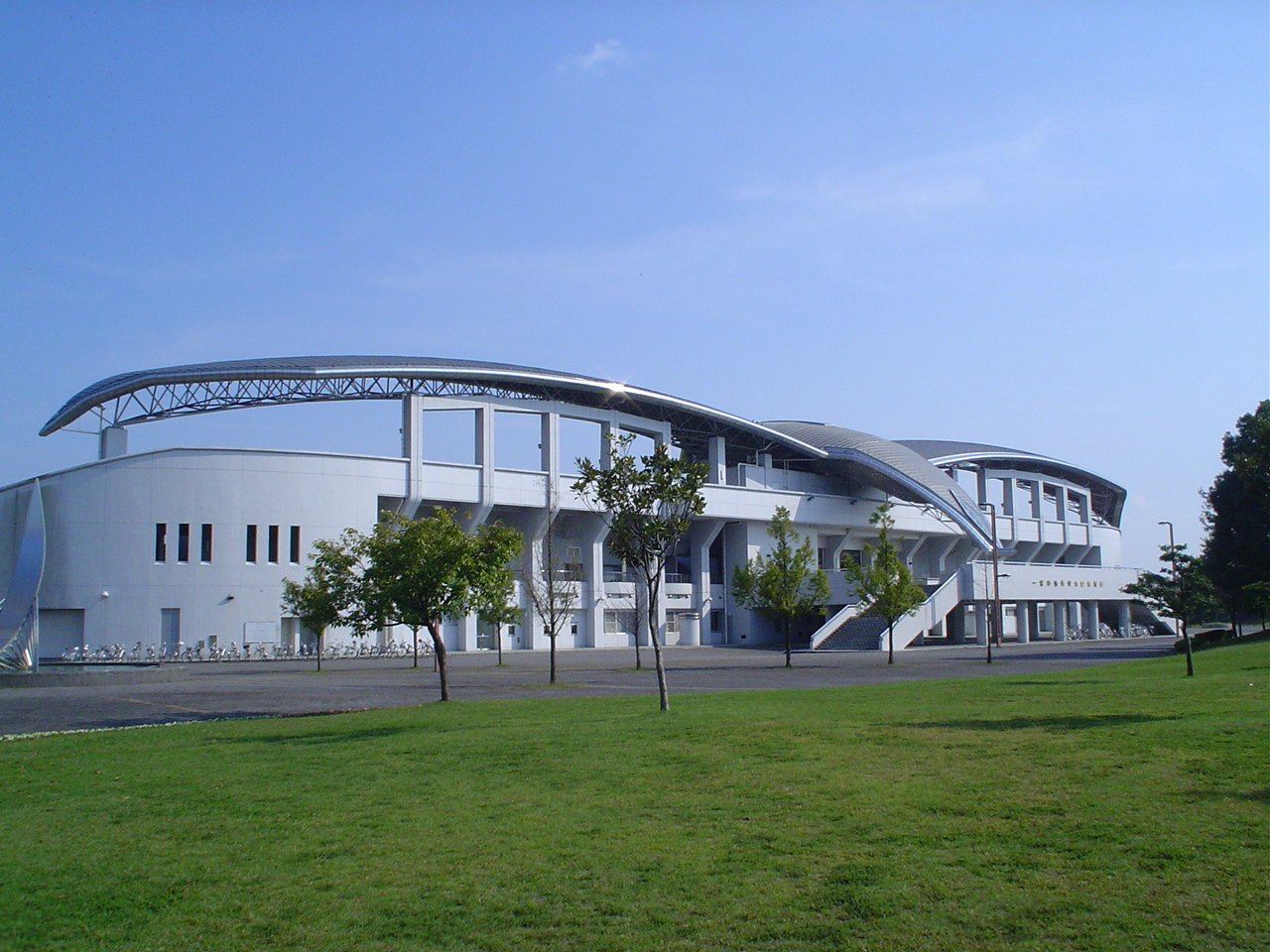
メインスタジアム外観
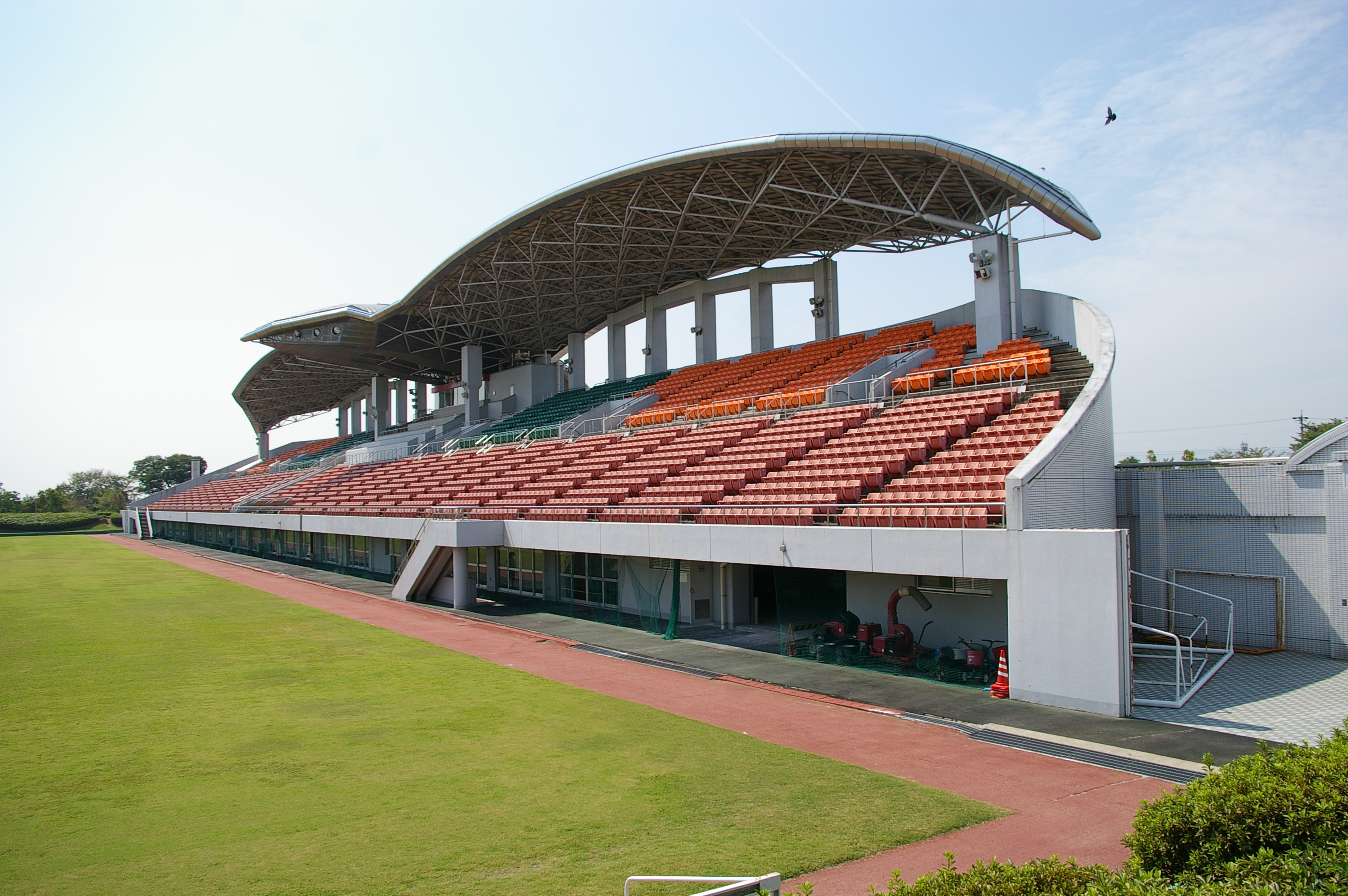
メインスタンド
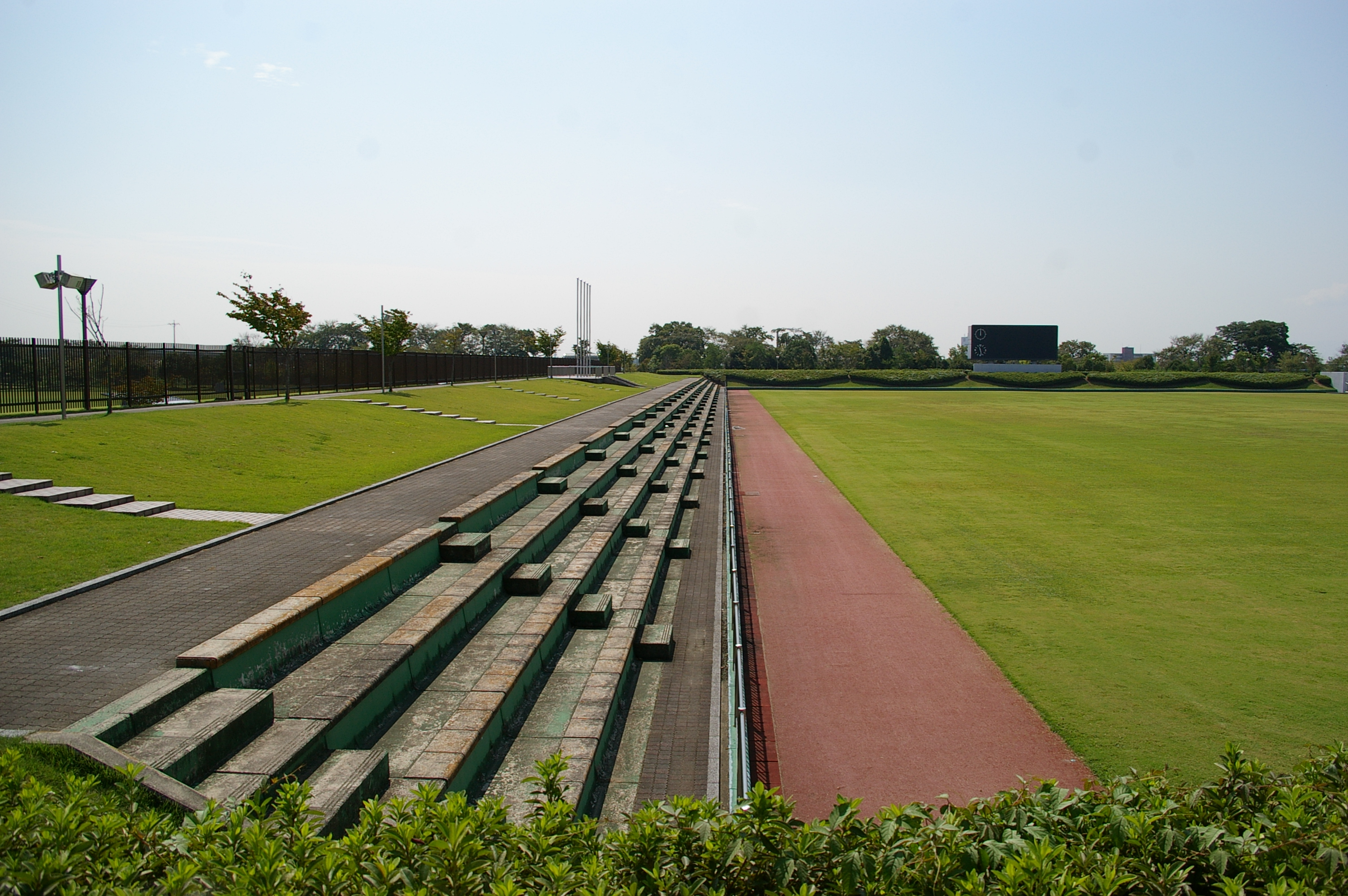
バックスタンド